# Nickstarr
Nickstarr (Carex brunnescens) är en halvgräsart som först beskrevs av Christiaan Hendrik Persoon, och fick sitt nu gällande namn av Jean Louis Marie Poiret. Enligt Catalogue of Life ingår Nickstarr i släktet starrar och familjen halvgräs, men enligt Dyntaxa är tillhörigheten istället släktet starrar och familjen halvgräs. Arten är reproducerande i Sverige.

## Beskrivning
Nickstarr är rent grön. Stråna är  längre än 10 cm och styvt upprätta, utgående från en kort jordstam. Den har 3-7 runda ax där åtminstone de nedre är glest sittande. Axen är tvåkönade med honblommor överst och högst 1 cm långa och de översta är kort och klubbformigt eller klotrunt. Axens stödblad är korta eller otydliga. Fruktgömmena är upprätta eller utstående, utan vingkant, högst 3,5 mm långa och finnerviga eller nervlösa samt är genom hela sin längd kluvna av en längsgående springa. Fruktgömmena har spröt som är kortare än 1 mm. Den har två märken. Nöten är plattad.
Nickstarr växer på norra halvklotet i den tempererade zonen på torr hed eller skogsmark och i skogskärr.

## Underarter
Arten delas in i följande underarter:
- C. b. brunnescens
- C. b. sphaerostachya

## Bildgalleri

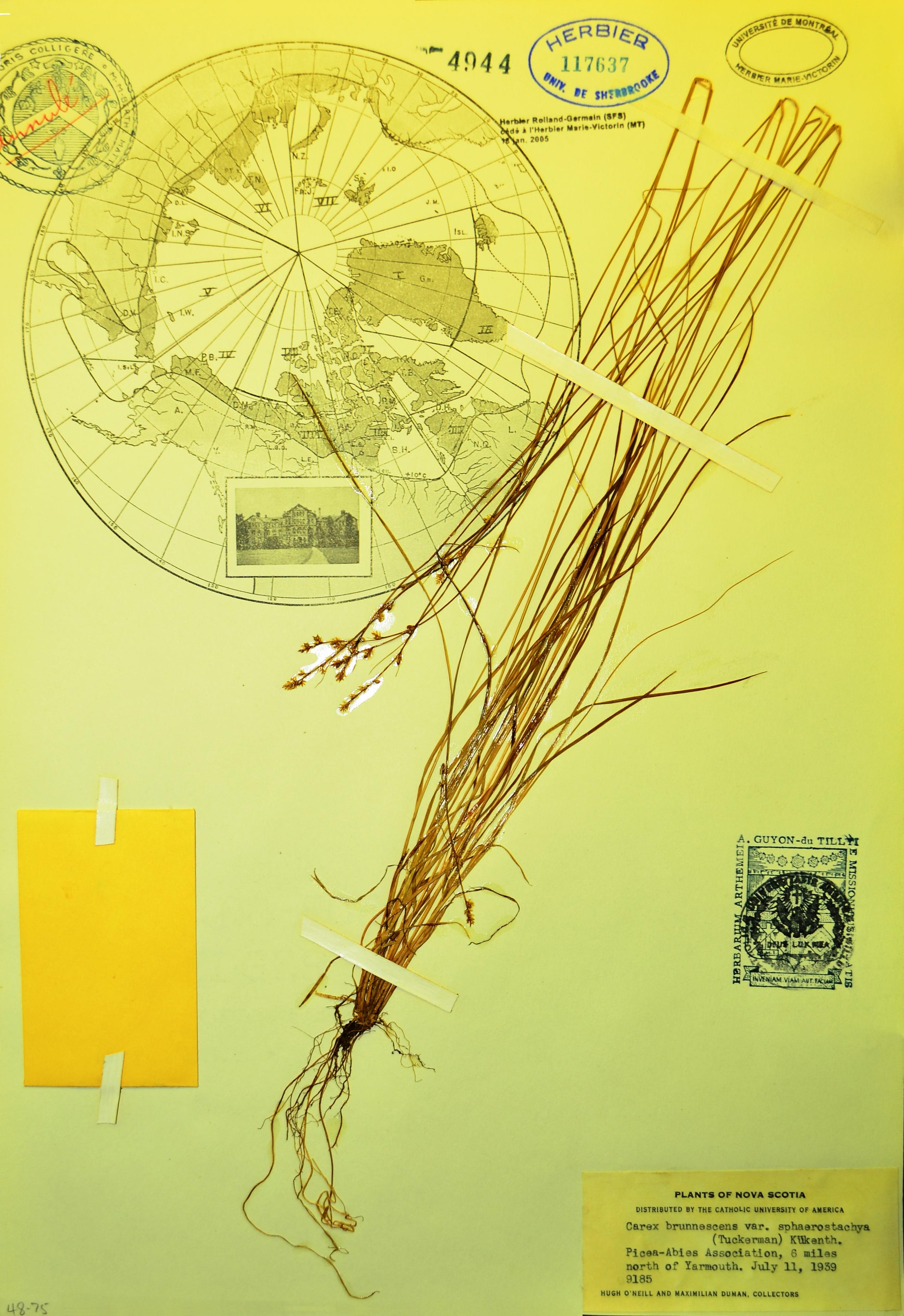
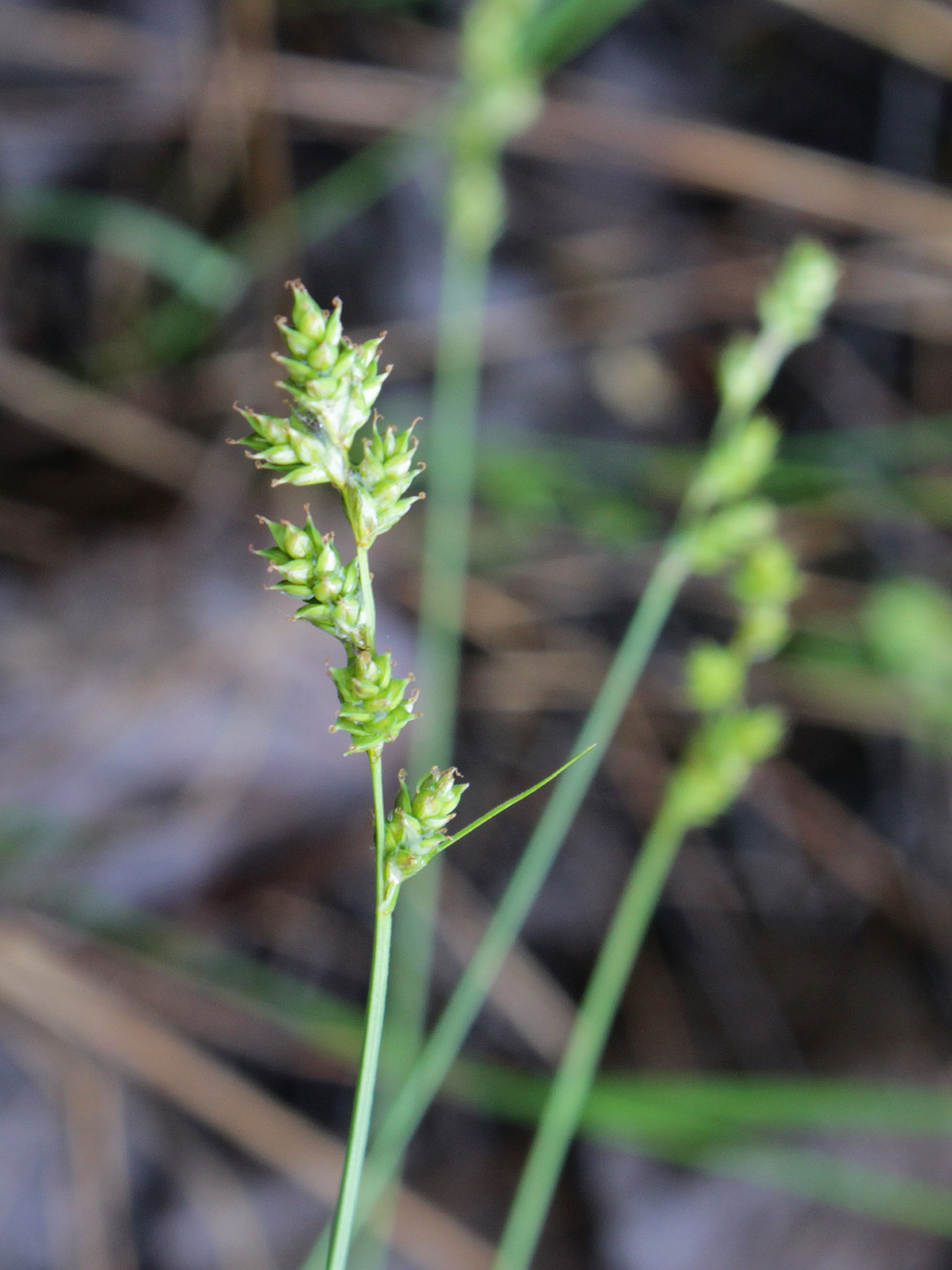